# Лижні перегони на зимових Азійських іграх 2011
Змагання з лижних перегонів на зимових Азійських Іграх 2011 проводилися в місті Алмати (Казахстан). Загалом відбулося 12 змагань — по шість для жінок і чоловіків.

## Країни-учасники
У змаганні брало участь 44 спортсмени з 7 країн.
| Країна     | КС |
| ---------- | -- |
| Афганістан | 1  |
| Китай      | 5  |
| Індія      | 8  |
| Іран       | 3  |
| Японія     | 10 |

## Медалісти
Чоловіки
| Дисципліна                      | Золото                                                                        | Срібло                                                     | Бронза                                                    |
| ------------------------------- | ----------------------------------------------------------------------------- | ---------------------------------------------------------- | --------------------------------------------------------- |
| спринт, класичний стиль         | Полторанін Олексій Казахстан                                                  | Ніколай Чеботко Казахстан                                  | Юічі Онда Японія                                          |
| командний спринт, вільний стиль | Казахстан Полторанін Олексій Ніколай Чеботко                                  | Японія Масая Кімура Нобу Нарусе                            | Південна Корея Пак Бьонджу Чон Уі-мьон                    |
| 10 км, класичний стиль          | Йосіда Кейсін Японія                                                          | Ніколай Чеботко Казахстан                                  | Полторанін Олексій Казахстан                              |
| 15 км, вільний стиль            | Йосіда Кейсін Японія                                                          | Нобу Нарусе Японія                                         | Ніколай Чеботко Казахстан                                 |
| 30 км, класичний стиль          | Полторанін Олексій Казахстан                                                  | Сергей Черепанов Казахстан                                 | Йосіда Кейсін Японія                                      |
| 4 × 10 км, естафета             | Казахстан Сергей Черепанов Полторанін Олексій Ніколай Чеботко Євгеній Велічко | Японія Кохей Шимізу Йосіда Кейсін Масая Кімура Нобу Нарусе | Південна Корея Я Єй-гю Ха Тхебок Лі Чжун Гіл Пак Бюнг Джу |

Жінки
| Дисципліна                      | Золото                                                                    | Срібло                                                           | Бронза                                        |
| ------------------------------- | ------------------------------------------------------------------------- | ---------------------------------------------------------------- | --------------------------------------------- |
| спринт, класичний стиль         | Натсумі Мадока Японія                                                     | Олена Коломіна Казахстан                                         | Оксана Ятская Казахстан                       |
| командний спринт, вільний стиль | Казахстан Оксана Ятская Олена Коломіна                                    | Китай Ман Дандан Лі Хунсюе                                       | Японія Наоко Оморі Юкі Кобаясі                |
| 5 км, класичний стиль           | Ісіда Масако Японія                                                       | Натсумі Мадока Японія                                            | Лі Хунсюе Китай                               |
| 10 км, вільний стиль            | Лі Че Вон Південна Корея                                                  | Ісіда Масако Японія                                              | Юкі Кобаясі Японія                            |
| 15 км, класичний стиль          | Ісіда Масако Японія                                                       | Олена Коломіна Казахстан                                         | Cветлана Шишкіна Казахстан                    |
| 4 × 5 км, естафета              | Казахстан Олена Коломіна Оксана Ятская Светлана Шишкіна Анастасія Слонова | Японія Натсумі Мадока Ісіда Масако Юкі Кобаясі Мічіко Кашівабара | Китай Ман Дандан Лі Хунсюе Лі Сін Льов ЮенЮен |

## Таблиця медалей
| Місце | Країна         | Золото | Срібло | Бронза | Загалом |
| ----- | -------------- | ------ | ------ | ------ | ------- |
| 1     | Казахстан      | 6      | 5      | 4      | 15      |
| 2     | Японія         | 5      | 6      | 4      | 15      |
| 3     | Південна Корея | 1      | 0      | 2      | 3       |
| 4     | Китай          | 0      | 1      | 2      | 3       |
| Разом | Разом          | 12     | 12     | 12     | 36      |

## Результати

### Чоловіки

#### 10км, класичний стиль
| Місце | Атлет                        | Час     |
| ----- | ---------------------------- | ------- |
| 1     | Йосіда Кейсін Японія         | 29.39.2 |
| 2     | Ніколай Чеботко Казахстан    | 30.22.7 |
| 3     | Полторанін Олексій Казахстан | 30.29.0 |

#### 15км, вільний стиль
| Місце | Атлет                     | Час     |
| ----- | ------------------------- | ------- |
| 1     | Йосіда Кейсін Японія      | 49.31.0 |
| 2     | Нарусе Нобу Японія        | 49.58.5 |
| 3     | Ніколай Чеботко Казахстан | 51.30.1 |

#### 30км, вільний стиль
| Місце | Атлет                        | Час       |
| ----- | ---------------------------- | --------- |
| 1     | Полторанін Олексій Казахстан | 1:24.49.0 |
| 2     | Сергей ЧЕрепанов Казахстан   | 1:24.49.5 |
| 3     | Йосіда Кейсін Японія         | 1:25.14   |

#### 4 × 10км, естафета
| Місце | Атлет                                                                     | Час     |
| ----- | ------------------------------------------------------------------------- | ------- |
| 1     | Казахстан Олена Коломіна Оксана Ятская Светлана Шишкіна Анастасія Слонова | 1:01.45 |
| 2     | Японія Кохей Шимізу Йосіда Кейсін Масая Кімура Нобу Нарусе                | 1:57.45 |
| 3     | Південна Корея Я Єй-гю Ха Тхебок Лі Чжун Гіл Пак Бюнг Джу                 | 2:08.07 |

### Жінки

#### 5км, класичний стиль
| Місце | Атлет                 | Час     |
| ----- | --------------------- | ------- |
| 1     | Ісіда Масако Японія   | 16.10.3 |
| 2     | Натсумі Мадока Японія | 16.48.6 |
| 3     | Лі Хунсюе Китай       | 17.12.1 |

#### 10км, вільний стиль
| Місце | Атлет                    | Час     |
| ----- | ------------------------ | ------- |
| 1     | Лі Че Вон Південна Корея | 36.34.6 |
| 2     | Ісіда Масако Японія      | 37.15.8 |
| 3     | Кобаясі Юкі Японія       | 37.15.9 |

#### 15км, класичний стиль
| Місце | Атлет                      | Час     |
| ----- | -------------------------- | ------- |
| 1     | Ісіда Масако Японія        | 45.45.3 |
| 2     | Олена Коломіна Казахстан   | 46.31.1 |
| 3     | Светлана Шишкіна Казахстан | 46.33.5 |

#### 4 × 5км, естафета
| Місце | Атлет                                                                    | Час     |
| ----- | ------------------------------------------------------------------------ | ------- |
| 1     | Казахстан Єлена Антонова Оксана Ятская Дар'я Старостіна Світлана Шишкіна | 58.46.9 |
| 2     | Японія Натсумі Мадока Ісіда Масако Юкі Кобаясі Мічіко Кашівабара         | 1:02.38 |
| 3     | Китай Ман Дандан Лі Хунсюе Лі Сін Льов ЮенЮен                            | 1:05.34 |